# 浦和市
浦和市（日语：／ Urawa shi */?）是位于日本關東地方南部，埼玉縣南部的一個已不存在的城市，在過去是埼玉縣廳所在地與行政中心。市制施行前，屬于北足立郡。2001年，與大宮市和與野市合併為埼玉市。2003年，分為櫻區、浦和區、南區和綠區。該市也是J聯賽浦和紅寶石隊主場所在地。合并前該市有人口488,181人，面積70.67平方公里。 